# Disparctia vittata
Disparctia vittata là một loài bướm đêm thuộc phân họ Arctiinae, họ Erebidae.